# انجمن‌های ایالتی و ولایتی

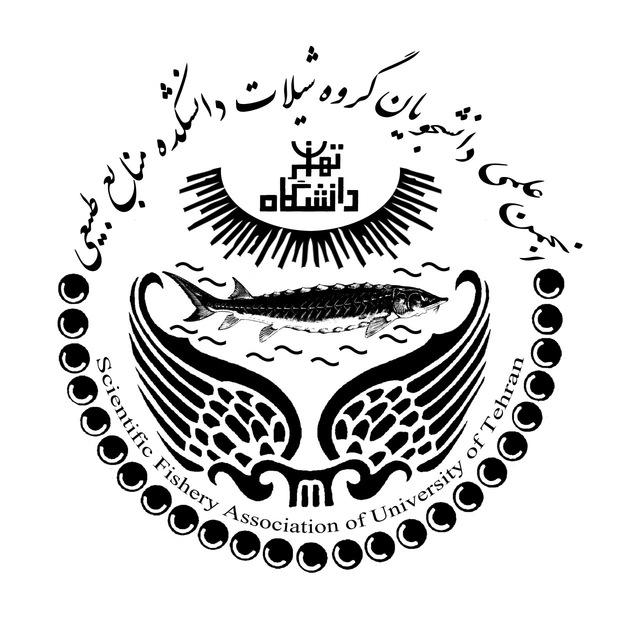
[//commons.wikimedia.org/w/index.php?title=File:Anjoman_Eyalat_Velayat.pdf&page=1 قانون انجمن‌های ایالتی و ولایتی

مطالبات مردم و مخالفت‌ها با عوامل استبداد، منجر به تصویب نظام‌نامهٔ انتخاباتی مجلس توسط مجلس عالی، برگزاری انتخابات مجلس شورای ملی (۱۲۸۵) و تأسیس دوره نخست مجلس شورای ملی و آغاز عصر مشروطه گردید. ایران در آن برهه دارای چهار ایالت و حدود ۱۴ ولایت معتبر بود. طبق قانون، انجمنهای ایالتی ۱۲ نفره و انجمن های  ولایتی ۶ نفره در سرتاسر کشور تشکیل شد. هرکدام از این انجمن ها  در روند مشروطه خواهی ایرانیان نقشی را به عهده داشته‌اند. از اواسط سال ۱۲۸۵ خورشیدی این انجمنهای رسمی در ایالات و ولایات به وجود آمدند و تا اواخر سال ۱۲۹۰ خورشیدی همزمان با اتمام حجت روس و انحلال مجلس دوم بساط این نهاد مولود مشروطه برچیده شد.
در سال ۱۲۸۵ که جنبش مشروطه خواهی به اوج خود رسیده بود، در شهرهای دیگر کمترین انعکاسی نداشت، عین الدوله نگذاشته بود در شهرهای دیگر انعکاس بیابد، تاجاییکه با قبول مشروطه توسط مظفرالدین شاه در ۱۳ مرداد، در تهران جشن برپا بود، اما در شهرهای دیگر انعکاسی نبود، دولت ها  می‌خواستند جنبش در تهران محصور بماند و این کودک نوزاد را در گهواره خفه شود.
پس از یک سال در تبریز جنبشی پدید آمد و با شکستن محصوریت مشروطیت، موجب گسترش مشروطه شد،
در تبریز چون از قبل شور عمیقی وجود داشت،
مجاهدان چند تن از بزرگان آزادی را با چند تن از مجتهدان شهر جمع کرده، خانه ای برگزیدند تا شورش را مدیریت کنند و اسم آن را انجمن ملی نامیدند، سپس روزنامه ای هم به این اسم چاپ کردند.
پس از ابلاغ و انجام انتخابات محمد علی میرزا دستور بسته شدن انجمن را صادر کرد و اعضا نیز آن را پذیرفتند، ولی مجاهدان به شورش سختی برخواسته و اعضا را شبانه به انجمن آورده دوباره درجای خود نشاندند، همین انجمن منشأ کارهای زیادی شد، در شهرهای دیگر نیز انجمن‌های مشابهی ایجاد شد.
در آن زمان در تهران قانون اساسی نوشته می‌شد، قانون اساسی مشروطه از دو جز تشکیل شده است یکی اصل قانون و دومی متمم قانون اساسی درحالی‌که متمم از اصل آن نیز مهم‌تر است و این بدین سبب است که پس از نوشتن اصل قانون اساسی در تهران و تصویب آن در مجلس، آزادی خواهان تبریز قانون را ناقص دیدند و بدین جهت پیشنهاد چند بند جهت افزودن به قانون اساسی کردند که یکی از آنها تشکیل انجمن‌های ایالتی و ولایتی بود. پس از کشاکش‌های زیاد این متمم پذیرفته شد و انتخابات در دیگر محل‌ها انجام گرفت و انجمن ملی جای خود را به انجمن ایالتی و ولایتی داد.
تا سال ۱۲۹۰ که داستان اولتیماتوم روس پیش آمد انجمن‌ها برقرار بود، پس از آن این بخش از قانون اساسی به فراموشی رفت.

## انجمنهای ایالتی
پیش از تصویب قانون انجمنهای ایالتی و ولایتی، انجمنهای تبریز، رشت، اصفهان، شیراز، کرمان، خراسان و چند شهر دیگر فعال بودند و تلاش زیادی برای تصویب قانون مزبور از خود نشان دادند. تا آن که در ۱ خرداد ۱۲۸۶، مجلس شورای ملی قانون انجمن‌های ایالتی و ولایتی را به تصویب رساند و انجمن های  مزبور را نماینده دولت خواند. 

از مملکت  ایران فقط چهار مملکت زیر به عنوان ایالت مقبول شده و فقط در شهر حاکم نشین هر ولایت انجمن ولایتی تشکیل خواهد شد.
- آذربایجان
- خراسان
- فارس
- کرمان-بلوچستان

### انجمن ایالتی آذربایجان
پس از تصویب قانون انجمنهای ایالتی و ولایتی، در ۱ خرداد ۱۲۸۶ توسط مجلس شورای ملی، انجمنهای مزبور نماینده دولت خوانده شدند. نمایندگان برای انجمن ایالتی از روی قانون برگزیده می‌شد. در آذربایجان این کار روز آدینه چهاردهم آذر (۳۰ شوال) انجام گرفت که کسان پایین برگزیده شدند: اجلال‌الملک، بصیرالسلطنه، مؤتمن همایون، افتخار الاطباء، حاجی امین‌التجار، میرزا علی‌اکبر، معین‌الرعایا، حاجی مهدی کوزه‌کنانی، حاجی محمد حسین ساعتساز، حاجی رحیم باکوچی، حاجی میرزا ابوالحسن انگجی

### انجمن ایالتی خراسان
انجمن ایالتی خراسان یکی از چهار انجمن کشور بود که به تأیید مجلس شورای ملی رسید. این انجمن در شرایطی شکل گرفت که فضای فکری خراسان چندان رغبتی به مشروطه نشان نمی‌داد. انجمن از همان ابتدا صحنه رقابت دو طبقه عمده اجتماعی و قدرتمند خراسان گردید. طبقه روحانیون که نفوذ فراوان در میان مردم داشتند و رویه ای محتاطانه و مسالمت جویانه در پیش گرفته بودند و می‌کوشیدند امور انجمن در اختیار آنها باشد و طبقه تجار که عمدتاً غیر بومی و به‌ویژه ترک‌زبان بودند. و توان مالی زیادی داشتند اینان خواستار تغییرات سریع بودند. در تقابل این دو طبقه، روحانیون توانستند بر انجمن ایالتی خراسان مسلط شده و تا استبداد صغیر، آن را هدایت کنند از اینرو انجمن ایالتی در این دوره رویه ای مسالمت جویانه در پیش گرفت. با شروع دوره دوم حیات انجمن، که از اواخر دوره استبداد صغیر شروع گردید انجمن دچار تحول گردید. ورود مجاهدین مسلح فققازی و تبریزی و نامه‌های آخوند خراسانی به مردم خراسان سبب قوت گرفتن طرفداران مشروطه شد و انجمن مرکز هدایت و رهبری، مجاهدین گردید. این وضعیت تا پیروزی مشروطه خواهان بر استبداد تداوم داشت اما پس از آن انجمن ایالتی بار دیگر دچار انفعال گردید. این مرحله که دوره سوم فعالیت انجمن ایالتی را دربرمی گیرد با عدم امنیت عمومی، آشفتگی و نابسامان ادارات همراه بود و افزایش نارضایی عمومی و دلسردی مردم از اوضاع جدید را در پی داشت. عوامل مذکور به همراه حمایت‌های روس‌ها از مخالفان مشروطه منجر به قوت گرفت جریان مشروعه خواه گردید و انزوای مشروطه خواهان به ویژه انجمن ایالتی خراسان را در پی داشت. قدرت‌گیری چریان مشروعه خواه و مخالفت آن‌ها با انجمن بحدی بود که مدتی قبل از گلوله‌باران حرم رضوی (ع) انجمن ایالتی خراسان به ناچار منحل گردید.

### انجمن ایالتی فارس
ّپس از امضاء فرمان مشروطیت و تشکیل مجلس شورای ملی در تهران، در بعضی از شهرهای بزرگ و ایالات، از جمله ایالت فارس، انجمن ایالتی تشکیل شد. این انجمن با حضور نمایندگان طبقات مختلف مردم و حتی ولایات تشکیل شده و بر بسیاری از امور اجتماعی، اقتصادی و سیاسی ایالت نظارت و دخالت داشت. پس از آغاز دوره دوم مجلس شورای ملّی در تهران، در شیراز نیز، دوره دوم «انجمن ایالتی» تشکیل شد. انتخابات دوره دوم مجلس شورای ملّی و همچنین انتخاب و تشکیل انجمن ایالتی فارس، به همت و تلاش میرزا جعفرقلی خان سهام الدوله صورت پذیرفت.

## انجمنهای ولایتی
سایر ممالک ایران تماماً به عنوان ولایت به‌شمار آمد. ولایات مزبور به ترتیب الفبا شامل شهرهای زیر می‌شد.
- عراق،
- استرآباد،
- اصفهان،
- بروجرد،
- بوشهر،
- رشت،
- قزوین،
- کردستان،
- کرمانشاه،
- مازندران،
- یزد،

### انجمن ولایتی اراک
پس از صدور فرمان مشروطه و اهتزاز علم مشروطیت بر فراز کاخ گلستان، در اراک انجمن ولایتی تأسیس شد. ریاست این انجمن که ارگان حکومت مشروطه در عراق عجم محسوب می‌شد، با آقانورالدین عراقی بود. وی به همراه دیگر روحانیون مشروطه‌خواه اراک به نامهای حاج‌میرزامحمدعلی‌خان مجتهد، حاج‌ملاعلی، حاج‌ابوالقاسم کاشانی، در این انجمن به امور مربوط به حکومت مشروطه در عراق عجم رسیدگی می‌کرد.

### انجمن ولایتیاسترآباد
فعالیت قانونی و آشکار انجمن ولایتی یا ایالتی استرآباد در اواخر سال ۱۳۲۵ قمری و اوایل سال ۱۳۲۶ قمری و بعد از تصویب نظام‌نامه انجمن‌های ایالتی و ولایتی آغاز گردید. در انتخابات داخلی براساس رای‌گیری حاج محمدحسین مقصودلو به ریاست انجمن انتخاب گردید و شیخ محمدباقر فاضل نیز به نیابت او برگزیده شد. اولین مکان انجمن مشروطه طلبان استرآباد در محله میخچه گران قرار داشت. اما با به توپ بستن و تعطیلی مجلس و آغاز استبداد صغیر، مستبدین انجمن‌های بسیاری از نقاط را بسته یا به تعطیلی کشانده و به دستگیری و زندانی کردن فعالان جنبش دست یازیده بودند. در استرآباد با فشار از سوی پایتخت و تحرک مستبدین و مخالفان مشروطه در شهر، به حدی فضا بر مجاهدان و رهبران شان تنگ شده بود که عملاً انجمن ولایتی استرآباد تعطیل شد. برخی از فعالان جنبش گریختند. تعدادی دستگیر و بقیه کاملاً در ترس و وحشت منفعل شدند. اما با اعتراضات پی درپی مردم، که فعالان مشروطه خواه در سازماندهی آن دخیل بودند، سرانجام حاکم مستبد استرآباد امیر مکرم (سردار افخم، مفخم) در ماه مارس ۱۹۰۹ میلادی عزل و به تهران اعزام شده و انجمن ولایتی استرآباد مجدداً آغاز به کار کرد.

### انجمن ولایتی اصفهان
هیئت علمیه اصفهان یا انجمن مقدس ملی اصفهان (۱۳۲۴–۱۳۲۶) اصلی‌ترین نهاد سیاسی و تصمیم‌گیری شهر اصفهان در دوره مشروطه اول بوده است. اعضای این شورا با انتخاب مردم اصفهان به شورا راه پیدا کردند و نورالله نجفی اصفهانی ریاست این شورا را بر عهده داشته است. این انجمن بین سال‌های ۱۳۲۴ تا ۱۳۲۶ هجری قمری یعنی از مهاجرت قم تا به توپ بستن مجلس در محل چهلستون اصفهان تشکیل شده است.

### انجمن ولایتی بروجرد
بعد از پیروز مشروطه خواهان و تشکیل مجلس اول در تاریخ ۱۳۲۵ قمری پیشنهاد تشکیل انجمن‌های ایالتی و ولایتی به تصویب رسید که با شروع به کار آنها تا حدی از تمرکز قدرت هیئت حاکمه کاسته شد و زمینه مداخله مردم در اداره امور اجتماعی و بهبود اوضاع شهر خودشان فراهم گردید. این انجمن در بروجرد نیز تشکیل و ریاست آن به تناوب بر عهده یعقوب طباطبایی (مغیث الاسلام) و فخرالدین نبوی طباطبایی (افتخارالاسلام و بعداً صدرالعلما بروجردی) قرار گرفت.

### انجمن ولایتی بوشهر
بندرها و جزایر خلیج فارس از آغاز حکومت قاجاریه تا اوایل سده چهاردهم هجری اغلب تحت نظارت والی فارس و به صورت غیرمتمرکز اداره می‌شدند. اما در عصر ناصری در سال ۱۳۰۵ق با تأسیس نهاد جدیدی تحت عنوان «حکمرانی بندرها و جزایر خلیج فارس» به مرکزیت بوشهر، اداره تمامی این مناطق به صورت متمرکز زیر نظر شخص حکمران بندرها امین السلطان قرار گرفت.
گستره حکومت بندرها و جزایر خلیج فارس به مرکزیت بوشهر از دیلم تا چابهار بوده است. در بوشهر انجمن ولایتی تشکیل شد ولی با اعتراض برخی گروه‌های رقیب در شهر، مدتی نیز شش تن از تجار و شش تن از روحانیون عضوانجمن بودند. نخستین هسته انجمن ولایتی بوشهر در آغاز متشکل از تجار و روحانیون بود. نخستین جلسه انجمن بوشهر در ۱۹ دی ماه ۱۲۸۵ خورشیدی برابر با ۲۲ ذی قعده ۱۳۲۴ قمری با اطلاع دریابیگی حکمران بوشهر در چهار برج (عمارت حکمران) تشکیل شد. دراین انجمن چهار طبقه ملاکان، ملاحان، اصناف و اعیان نمایندهای نداشتند، و مسئولیت آن به عهدهی حاج عبدالرسول تاجر بوشهری بود.

### انجمن ولایتی یزد
پس از امضا شدن فرمان مشروطیت، نهضت مشروطه خواهی در یزد شکل گرفت و حاج محمد تقی مازار نقش برجسته ای در آن نهضت داشت. زرتشتیان یزد نیز طرفدار مشروطیت بودند و لیکن چون حاکمان یزد همچنان افراد سابق بودند درگیری‌های شدیدی پیش آمد که به کشته شدن حاج محمدتقی مازار و و ترور پرویز شاهجهان تاجر زرتشتی انجامید. انجمن ولایتی یزد و تعیین نماینده یزد در دوره اول مجلس شورای اسلامی پس از جلسه رجال یزد در مورخ ۶ رمضان ۱۳۲۵ قمری انجام گردید. درروزنامهٔ صور اسرافیل خلاصه نامهٔ ۴۹ نفر از فعّالان مشروطه یزد در بارهٔ نحوهٔ کشته شدن محمّد تقی مازار، فعّال مشروطه خواه و عضو انجمن ولایتی یزد به دست مخالفان مشروطه درج شده است.
همپای دیگر انجمنها، انجمن ولایتی یزد نیز در سال ۱۳۲۹ق، صاحب روزنامه ای به نام روزنامهٔ انجمن ولایتی یزد شد که دوتن از فعاّلان مشروطه خواه یزد به نامهای شیخ احمد مدیر ومحمّد صادق سفینه، گردانندگی آن را برعهده داشتند.